# Zagros

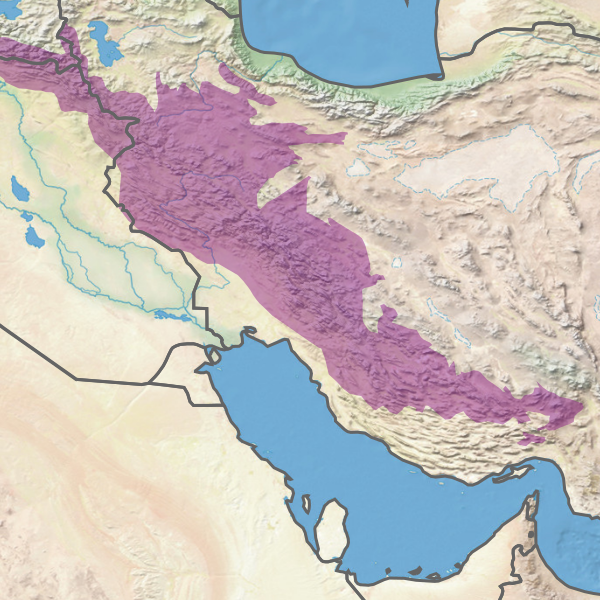
Ecoregion PA0446

Zagros (persiska: زاگرس Zāgros) är en cirka 1600 kilometer lång bergskedja i västra Iran som sträcker sig i nordväst-sydostlig riktning från sydöstra Turkiet utmed gränsen mot Irak och vidare ned mot Hormuzsundet. Bergen har flera toppar som är över 3 600 m ö.h. och högst är Zard Kuh med 4 548 m ö.h. 
Det persiska ordet Zāgros har oklar etymologi och kan härstamma från avestiska, sumeriska eller grekiska. 
På kurdiska betyder zagrozj solfödelsens plats eller ljusfödelsens plats. Ordet Za betyder föda och ordet rozj betyder sol och eller ljus.[källa behövs]